# ميهاي إيلي
ميهاي إيلي (بالرومانية: Mihai Ilie)‏ هو لاعب كرة قدم روماني في مركز حراسة المرمى، ولد في 29 نوفمبر 1972 في بلويشت في رومانيا. لعب مع نادي بترولول بلويشتي.